# Doliops villalobosi
Doliops villalobosi es una especie de escarabajo del género Doliops, familia Cerambycidae. Fue descrita científicamente por Heller en 1926.
Habita en Filipinas. Los machos y las hembras miden aproximadamente 12 mm. El período de vuelo de esta especie ocurre en los meses de enero, marzo, agosto y diciembre.